# Нова Гута (Коростенський район)
Нова́ Гу́та — село в Україні, у Коростенському районі Житомирської області. Населення становить 45 осіб. Входить до складу Малинської міської громади.

## Історія
У 1923—59 роках — адміністративний центр Новогутянської сільської ради

## Населення

### Мова
Розподіл населення за рідною мовою за даними перепису 2001 року:
| Мова       | Кількість | Відсоток |
| ---------- | --------- | -------- |
| українська | 44        | 97.78%   |
| російська  | 1         | 2.22%    |
| Усього     | 45        | 100%     |